# اورانیوم-۲۳۳
اورانیوم-۲۳۳ (انگلیسی: Uranium-۲۳۳) یکی  از ایزوتوپ های شکافت پذیر اورانیوم است 
این ایزوتوپ یکی از فراورده های واکنش توریم در 
راکتور هسته ای است.
از اورانیوم 233 برای استفاده از 
تسلیحات هسته ای و به عنوان سوخت راکتور نیز  مورد استفاده قرار میگیرد.
استفاده گسترده تر از آن به عنوان سوخت راکتور، یعنی جایگزین کردن آن با ایزوتوپ 235 ، پیشنهاد شده است.
نیمه عمر این ایزوتوپ برابر با10⁵× 1/6 سال است.